# Navaja

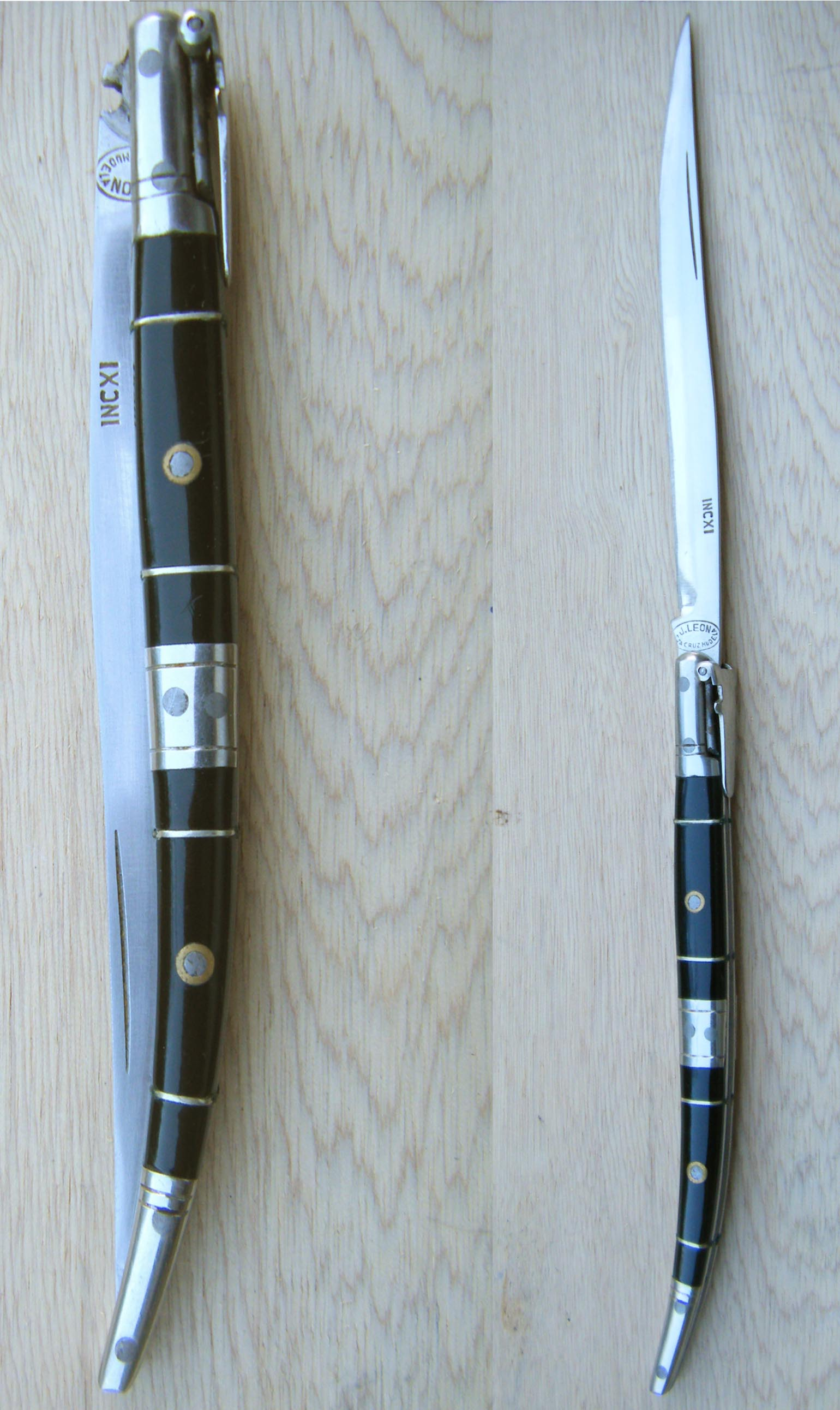
Navaja spagnola

La navaja è uno storico coltello spagnolo a serramanico nato nel XVII secolo per uso sia di utilità sia di difesa personale. Ha di solito dimensioni comprese tra i 30 e i 60 cm presenta lame a molla semplice (cierre de muelle) o con vari tipi di blocco. Esistono esemplari da parata di dimensioni maggiori, chiamati "navajas de muestra". 

## Origini dell'arma
La storia della navaja ha molti aspetti di folklore e di leggenda, alcuni semplici coltelli dotati di lama ripiegabile nel manico sono individuati anche in epoca pre-romana.
Ma anche con queste lontane origini fintanto che la monarchia spagnola ammise tra i suoi sudditi l'usanza di portare la spada, arrivando a volte fino a renderla obbligatoria, non si trovano tracce della navaja come modernamente intesa. Nell'epoca della "Reconquista" che dall'alto medioevo arriverà alla caduta dell'ultimo emirato musulmano, quello di Granada nel 1492, la spada era indubbiamente un'arma più adatta al combattimento contro armati dotati di armature ed elmi.
Ma nel XVI secolo si diffuse un uso della spada legato alla condizione sociale, portare la spada divenne indicatore di appartenenza alla nobiltà. È in questa fase storica che cominciano ad apparire i primi esemplari di navaja. La spada era diventata un'arma solitamente portata dal nobile, ed inoltre era troppo costosa, ingombrante e pretenziosa per un popolano. Permaneva comunque la situazione per cui le strade e le città del Regno di Spagna erano poco sicure per piccoli gruppi e viaggiatori isolati.
Così si sviluppò una lama più vicina alle necessità e sensibilità delle classi popolari, che potesse fornire comunque una protezione consistente; una lama che nel contempo potesse essere utilizzata come un coltello facilmente portabile di uso generale.
Come la "navaja de afeitar", ovvero i rasoi, le prime navajas hanno operato come semplice coltello con lama ripiegabile nel manico e senza un fermo per tenere la lama in posizione una volta aperta la lama.
Queste prime navajas erano progettate principalmente come coltelli d'utilità. Una delle più comuni varietà precoci di questo tipo di coltello era il "cortaplumas navaja", utilizzato da impiegati, disegnatori e notai per affilare le punte delle penne d'oca usate per scrivere.
Ma lo sviluppo della metallurgia e delle tecniche costruttive consentì in tempi relativamente brevi di dar vita ad un coltello a serramanico dotato di un efficiente fermo della lama in apertura. Non era solo un coltello d'utilità, era anche una valida arma di difesa personale.
La navaja è decisamente più corta di una spada dell'epoca ma è comunque di valide dimensioni, trattandosi di un coltello di tipo serramanico la lunghezza si duplica aprendola. È anche meno pesante, comoda da portare, facile da nascondere, utilizzabile anche come utensile, difficile da danneggiare in quanto la lama è protetta dal manico. Inoltre è utilizzabile sia di punta che di taglio, azioni in cui si dimostra micidialmente efficace.
I primi esemplari di quest'arma sono del XVII secolo, ma è nel secolo XVIII che si ha una sua grande diffusione. La navaja fu conosciuta, apprezzata e prodotta non solo in Spagna, suo Paese d'origine, anche in Italia, Portogallo, Gran Bretagna e Germania.

## Origini del nome
È nel XVIII secolo che si radica la parola navaja, derivata dal latino novacula, che significa "rasoio", per indicare quest'arma.
Il designare questo coltello con lo stesso termine linguistico che lo spagnolo castigliano usa per il rasoio del barbiere (navaja de afeitar) porta a presumere che questo derivi da varie similitudini tra i due oggetti: come il rasoio la lama della navaja si ripiega nel manico quando non in uso e il suo filo è micidialmente tagliente.
Nel linguaggio corrente spagnolo il termine "navaja" è tuttora utilizzato per designare genericamente ogni tipo di coltello a serramanico nonché il cannolicchio, mollusco dalla conchiglia allungata simile al coltello.
Inoltre storicamente si sono evoluti localmente in Spagna altri nomi per designare questo coltello:
- in Andalusia è stata denominata la "mojosa", la "chaira", la "tea";
- a Siviglia "las del santòlio";
- nelle caserme, nelle carceri, e tra i barateros di Madrid è conosciuta con i nomi di "corte", "herramienta", "pincho", "hierro", "abanico", "alfiler".

## Curiosità storiche sull'uso della navaja

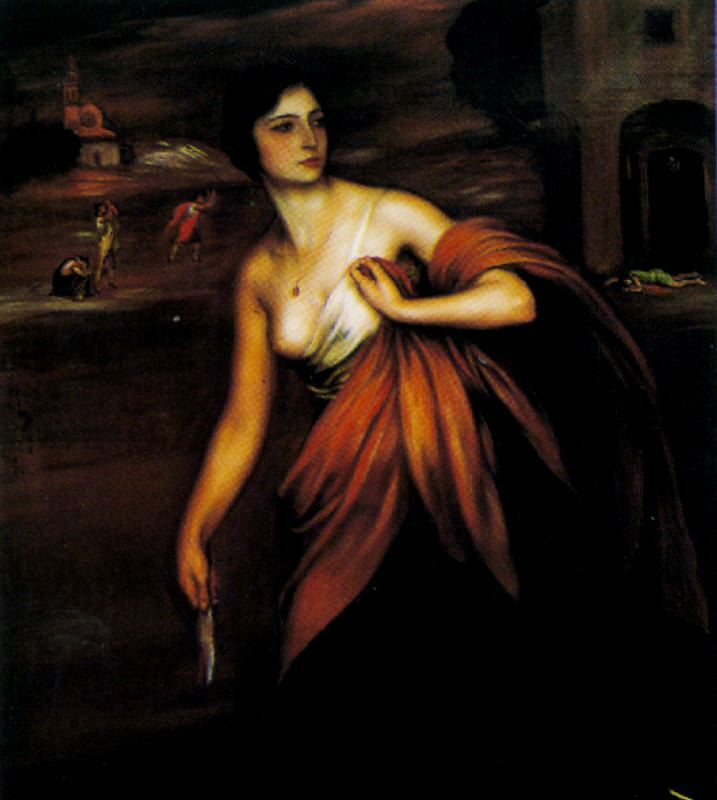
La chica de la navaja, di Julio Romero De Torres

Il momento di maggior gloria della navaja si ebbe durante la Guerra d'Indipendenza spagnola contro l'occupazione napoleonica, in cui quest'arma bianca fu la più usata in assoluto dai guerriglieri e rivoltosi spagnoli. Con questa micidiale lama facilmente occultabile non temevano di confrontarsi con le armi degli occupanti francesi.
Anche le donne dell'epoca affidavano sovente la loro difesa a piccole navajas, che tenevano nella giarrettiera.
Di questo abbiamo un simpatico esempio letterario nel romanzo d'appendice Il Capitan Fracassa di Théophile Gautier, nell'episodio in cui la piccola Chiquita dona ad Isabella la sua navaja affinché possa difendere la sua virtù dalle non gradite attenzioni del Duca di Vallombrosa.
Anche nell'atto III della Carmen di Georges Bizet, I due rivali, Don José ed Escamillo, si disputano l'amore di Carmen in un duello a colpi di navaja.

## Decadenza nel porto e nell'uso della navaja
Le mutate condizioni politiche e sociali del XIX secolo portarono alla lenta decadenza del suo uso e di conseguenza anche dell'industria produttrice di navajas in Spagna, decadenza che iniziata nel XIX secolo aumenterà nel XX.
Dei tanti centri di produzione che si contavano nel secolo scorso sopravvivono oggi solo pochi centri, di cui principalmente la città di Albacete, divenuta la città delle navajas per eccellenza.
Produzioni minori le troviamo a Siviglia, Malaga, Barcellona e Santa Cruz de Mudela.

## L'arte del combattimento
Per quanto riguarda l'arte del combattimento vera e propria, sia Théophile Gautier (1843) che Charles Davillier (1874) testimoniano nei loro scritti di aver incontrato numerosi esperti di scherma con la navaja. Davillier riferisce inoltre di aver frequentato insieme al grande incisore e disegnatore Gustave Doré una regolare scuola di maneggio della navaja. Oltre ai disegni di Gustave Doré e alle descrizioni che Davillier fa della scherma con quest'arma, la principale fonte di informazione sul metodo spagnolo dell'epoca è il trattatello anonimo dell'andaluso "M.d.R", il "Manual del Baratero, o arte de manejar la navaja, el cuchillo y las tijeras de los jitanos", del 1849.

## Citazioni letterarie
La navaja viene citata in libri d'avventure, romanzi d'appendice e fumetti. Ad esempio oltre che nel già nominato Capitan Fracassa nel romanzo Il Corsaro Nero di Emilio Salgari. Un'altra apparizione della navaja la ritroviamo in Speciale 2012 di Tex "La cavalcata del morto", nel quale lo spirito senza testa di Antonio Videla, in cerca di vendetta, impugna un'enorme navaja con la quale massacra i malcapitati.